# Davide Martinelli
Davide Martinelli (Brescia, 31 de mayo de 1993) es un ciclista italiano que fue profesional entre 2016 y 2023. Su padre es Giuseppe Martinelli, antiguo ciclista y director deportivo.

## Palmarés
2016
- 1 etapa del Tour La Provence
- 1 etapa del Tour de Polonia

## Resultados en Grandes Vueltas
Durante su carrera deportiva consiguió los siguientes puestos en las Grandes Vueltas. 
| Carrera | Carrera         | 2016 | 2017  | 2018 | 2019 | 2020 | 2021 | 2022 | 2023 |
| ------- | --------------- | ---- | ----- | ---- | ---- | ---- | ---- | ---- | ---- |
|         | Giro de Italia  | —    | 153.º | —    | —    | —    | —    | —    | —    |
|         | Tour de Francia | —    | —     | —    | —    | —    | —    | —    | —    |
|         | Vuelta a España | —    | —     | —    | —    | —    | —    | —    | —    |

—: no participa

Ab.: abandono

## Equipos
- Team Sky (stagiaire) (08.2012-12.2012)
- Quick Step[2] (2016-2019)
  - Etixx-Quick Step (2016)
  - Quick-Step Floors (2017-2018)
  - Deceuninck-Quick Step (2019)
- Astana[3] (2020-2023)
  - Astana Pro Team (2020)
  - Astana-Premier Tech (2021)
  - Astana Qazaqstan Team (2022-2023)